# Pīleh
Pīleh (persiska: پيلِه, پِلَه, پیله) är en ort i Iran.   Den ligger i provinsen Kurdistan, i den nordvästra delen av landet, 500 km väster om huvudstaden Teheran. Pīleh ligger 1 530 meter över havet och antalet invånare är 273.
Terrängen runt Pīleh är kuperad.Runt Pīleh är det ganska tätbefolkat, med 60 invånare per kvadratkilometer. Närmaste större samhälle är Marivan, 6,4 km sydväst om Pīleh. Trakten runt Pīleh består i huvudsak av gräsmarker.